# Richard N. Gladstein
Richard N. Gladstein (* 4. Juni 1961 in Bronx, New York City) ist ein US-amerikanischer Filmproduzent.

## Leben
Gladstein wuchs in seiner Geburtsstadt New York City auf. 1983 begann er seine Ausbildung am College of Communications der Boston University. Nach seinem Abschluss war er ab 1986 bei Brighton Beach Memoirs, dann bei der Dino DeLaurentiis Corporation und bei Anjelika Films in Manhattan tätig. Danach war er stellvertretender Generaldirektor der Miramax Films, wo er auch unter anderem Produktionsleiter von Quentin Tarantinos Pulp Fiction, Sean Penns Crossing Guard – Es geschah auf offener Straße, Robert Altmans Ready to wear war. 
Seine Karriere begann Gladstein Ende der 1980er Jahre, als er die drei Teile der Silent Night, Deadly Night-Filmreihe produzierte.
Im Mai 1995 gründete er in Los Angeles, wo er auch heute arbeitet, seine eigene Produktionsfirma, die FilmColony, Ltd.
Er wurde zweimal für einen Oscar nominiert, 2005 für Wenn Träume fliegen lernen und 2000 für Gottes Werk und Teufels Beitrag.

## Filmografie (Auswahl)
- 1992: Reservoir Dogs – Wilde Hunde (Reservoir Dogs)
- 1993: Young Americans (The Young Americans)
- 1994: Pulp Fiction
- 1995: Crossing Guard – Es geschah auf offener Straße (The Crossing Guard)
- 1997: Jackie Brown
- 1998: Studio 54 (54)
- 1998: Hurlyburly
- 1999: Gottes Werk und Teufels Beitrag (The Cider House Rules)
- 1999: Eine wie keine (She's All That)
- 2002: Die Bourne Identität (The Bourne Identity)
- 2003: Der Appartement-Schreck (Duplex)
- 2004: Wenn Träume fliegen lernen (Finding Neverland)
- 2007: Nanny Diaries (The Nanny Diaries)
- 2007: Mr. Magoriums Wunderladen (Mr. Magorium's Wonder Emporium)
- 2008: Killshot
- 2009: Paper Man – Zeit erwachsen zu werden (Paper Man)
- 2012: The Time Being
- 2015: The Hateful Eight